# شلالة (جحانة)

تعديل مصدري - تعديل

شلالة هي إحدى قرى عزلة اليمانية السفلى بمديرية جحانة التابعة لمحافظة صنعاء، بلغ تعداد سكانها 328 نسمة حسب تعداد اليمن لعام 2004.